# 城巴R22線
迪士尼樂園巴士R22線是香港一條由創紀之城前往香港迪士尼樂園，以及由迪士尼樂園前往油塘的特別巴士路線，由城巴營運。

## 歷史
- 2005年3月10日：本線在香港迪士尼樂園興建時規劃，最初編號為D22線。
- 2005年6月22日：香港政府公佈香港迪士尼樂園公共交通安排後，正名為R22線。
- 2005年8月16日：配合香港迪士尼樂園即將啟用而投入服務。
- 2008年9月1日：取消早上往迪士尼樂園之班次，並取消城巴迪士尼樂園快線回程優惠。（按：城巴原本計劃於2008年7月14日作出以上改動）
- 2013年1月14日：取消晚上往油塘之班次，由於R11線亦於同日起取消，亦象徵城巴由迪士尼樂園前往市區的常規服務已經全數取消。
- 2018年起，本線恢復服務，但只於迪士尼樂園一帶舉行的音樂會（如「五月天《人生無限公司》演唱會」），城巴會為觀眾提供由創紀之城單向前往迪士尼樂園的入場服務，及由迪士尼樂園單向前往油塘的散場服務。
- 2019年4月17日及18日：配合Ed Sheeran演唱會於迪士尼樂園舉行，此路線再次提供特別服務，唯去程加停龍翔道「沙田坳道」，回程改經昂船洲大橋，不經長青隧道。[1]
- 2019年5月3日：R22線不停龍翔道「沙田坳道」。[2]

### 現況
- 由於本路線的收費是由運輸當局而非巴士公司所決定的，雖然使用本路線可免卻轉車及擠迫之苦，但由於港鐵的收費比本路線便宜得多，乘客寧願使用港鐵出入，即使是港鐵不能到達的九龍城區亦一樣（因乘搭R8轉乘E23比本路線便宜得多），因此本路線的客量一直欠佳。
- 自從本路線取消早上往迪士尼樂園之班次後，八達通即日回程半價優惠亦間接被取消，因此愈來愈多的乘客不願意使用本路線離開迪士尼，導致本路線的客量進一步下跌。
- 本路線自投入服務以來，可以說成「開一班，蝕一班」，因此城巴決定落實《2012-2013年度荃灣區巴士路線發展計劃》的建議，於2013年1月14日取消本路線碩果僅存的常規服務，改為只於有需要時以臨時形式提供服務。

## 收費
本路線以「旅遊路線」收費等級表作參考
- 全程收費：$38.0（全線空調）
- 青嶼幹線收費廣場往油塘：$26.0
- 佐敦道往油塘：$7.0

## 途經街道
- 往迪士尼樂園途經：觀塘道、龍翔道、呈祥道、青葵公路、長青隧道、長青公路、青衣西北交匯處、青嶼幹線、北大嶼山公路、竹篙灣公路、神奇道及幻想道。
- 往油塘途經：幻想道、神奇道、竹篙灣公路、竹篙灣交匯處、北大嶼山公路、青嶼幹線、青衣西北交匯處、長青公路、長青隧道、青葵公路、西九龍公路、連翔道、佐敦道、加士居道、漆咸道南、漆咸道北、馬頭圍道、馬頭涌道、太子道西、太子道東、觀塘道、鯉魚門道、藍田站巴士總站、鯉魚門道、欣榮街、茶果嶺道及高超道。

### 車站一覽
| 創紀之城開 | 創紀之城開       | 創紀之城開           | 迪士尼樂園開 | 迪士尼樂園開     | 迪士尼樂園開         |
| 序號       | 車站名稱         | 位置                 | 序號         | 車站名稱         | 位置                 |
| ---------- | ---------------- | -------------------- | ------------ | ---------------- | -------------------- |
| 1          | 創紀之城         | 觀塘道               | 1            | 迪士尼樂園       | 迪士尼公共運輸交匯處 |
| 2          | 青嶼幹線繳費廣場 | 北大嶼山公路         | 2            | 青嶼幹線繳費廣場 | 北大嶼山公路         |
| 3          | 迪士尼樂園       | 迪士尼公共運輸交匯處 | 3            | 柯士甸站         | 佐敦道               |
|            |                  |                      | 4            | 上海街           | 佐敦道               |
| 5          | 志和街           |                      |              |                  | 佐敦道               |
| 6          | 衛理道           | 加士居道             |              |                  |                      |
| 7          | 山谷道           | 漆咸道北             |              |                  |                      |
| 8          | 北拱街           | 漆咸道北             |              |                  |                      |
| 9          | 山西街           | 漆咸道北             |              |                  |                      |
| 10         | 農圃道           | 馬頭圍道             |              |                  |                      |
| 11         | 馬頭圍邨洋葵樓   | 馬頭圍道             |              |                  |                      |
| 12         | 亞皆老街遊樂場   | 馬頭涌道             |              |                  |                      |
| 13         | 富豪東方酒店     | 太子道東             |              |                  |                      |
| 14         | 譽港灣           | 太子道東             |              |                  |                      |
| 15         | 彩虹邨           | 太子道東             |              |                  |                      |
| 16         | 坪石邨           | 太子道東             |              |                  |                      |
| 17         | 啟業邨           | 觀塘道               |              |                  |                      |
| 18         | 九龍灣站         | 觀塘道               |              |                  |                      |
| 19         | 牛頭角下邨       | 觀塘道               |              |                  |                      |
| 20         | 定富街           | 觀塘道               |              |                  |                      |
| 21         | 牛頭角站         | 觀塘道               |              |                  |                      |
| 22         | 觀塘市中心       | 觀塘道               |              |                  |                      |
| 23         | 觀塘站           | 觀塘站公共運輸交匯處 |              |                  |                      |
| 24         | 觀塘游泳池       | 鯉魚門道             |              |                  |                      |
| 25         | 藍田站           | 藍田公共運輸交匯處   |              |                  |                      |
| 26         | 聖安當女書院     | 鯉魚門道             |              |                  |                      |
| 27         | 油塘邨           | 鯉魚門道             |              |                  |                      |
| 28         | 油塘中心         | 欣榮街               |              |                  |                      |
| 29         | 油塘             | 油塘公共運輸交匯處   |              |                  |                      |

## 外部連結
1. ↑  城巴有限公司，〈城巴特設R11及R22號線 配合迪士尼樂園大型活動 （页面存档备份，存于）〉［新聞稿］，2019年4月16日。
2. ↑   (PDF).   [2019-05-03]. （原始内容存档 (PDF)于2019-05-03）.

- 城巴/新巴官方網站路線資料 （页面存档备份，存于）
- 681巴士總站 （页面存档备份，存于）